# TOI-174
TOI-174とは、地球から39.1パーセク離れた位置に存在する恒星である。5個の太陽系外惑星（地球型惑星）が周囲を公転していることが知られている。太陽の約0.75倍の質量、約0.73倍の半径を持つ。
| 太陽 | TOI-174   |
| ---- | --------- |
| 太陽 | Exoplanet |

## 惑星系
| 名称 （恒星に近い順） | 質量               | 軌道長半径 （天文単位）  | 公転周期 (日)                | 軌道離心率         | 軌道傾斜角           | 半径                  |
| --------------------- | ------------------ | ------------------------ | ---------------------------- | ------------------ | -------------------- | --------------------- |
| d                     | 0.55+0.21 −0.20 M⊕ | 0.04298+0.00063 −0.00065 | 3.97664+0.000030 −0.000044   | 0.070+0.050 −0.047 | 87.95+1.2 −0.87°     | 0.750+0.067 −0.057 R⊕ |
| e                     | 0.72+0.28 −0.27 M⊕ | 0.0680±0.0010            | 7.90754±0.00011              | 0.070+0.052 −0.047 | 88.63+0.80 −0.56°    | 0.818+0.080 −0.065 R⊕ |
| f                     | 0.77+0.44 −0.40 M⊕ | 0.0906±0.0014            | 12.1621839+0.00012 −0.000099 | 0.070+0.048 −0.051 | 88.81+0.58 −0.32°    | 1.137+0.084 −0.077 R⊕ |
| b                     | 8.32+0.78 −0.79 M⊕ | 0.1162±0.0018            | 17.667087±0.000042           | 0.072+0.039 −0.040 | 88.93±0.16°          | 2.00+0.11 −0.10 R⊕    |
| c                     | 3.41+0.88 −0.81 M⊕ | 0.1646±0.0024            | 29.79749+0.00013 −0.00014    | 0.063+0.054 −0.043 | 89.095+0.089 −0.073° | 1.87+0.12 −0.11 R⊕    |

最初、TESSによるトランジット法を用いた観測によって「TOI-174.01」「TOI-174.02」の2つの惑星候補が存在する可能性が示された。公転周期はそれぞれ約17.7日、約29.8日である。
その後、高精度視線速度系外惑星探査装置（HARPS）によるドップラー分光法を用いたフォローアップ観測でTOI-174.01とTOI-174.02の2つの惑星候補の存在が確認され、それぞれ「TOI-174 b」「TOI-174 c」として指定された。この発見を公表した論文は2018年12月11日にarXivへ投稿された。これらの惑星のトランジットの深さはそれぞれ663±48 ppm、627±61 ppmである。bとcは3:5の軌道共鳴の関係にある。この時点でbとcは海王星型惑星とされていた。
これらの惑星が確認された後、2019年に「TOI-174.03」「TOI-174.04」の惑星候補が追加され、公転周期はそれぞれ約12.2日、約4日であった。さらに、2021年10月には新たに約8日の公転周期を持つ「TOI-174.05」が惑星候補として加えられていた。
2022年9月27日、ESPRESSOによるドップラー分光法を用いたフォローアップ観測でこれら3つの惑星候補が確認され、その発見を公表する論文がarXivに投稿された。公転周期が短いものからTOI-174.04が「TOI-174 d」、TOI-174.05が「TOI-174 e」、TOI-174.03が「TOI-174 f」として指定された。d、e、fの軌道はbやcよりも内側に存在している。また、この研究によりbとcの質量が以前考えられていたものよりも大幅に小さいことが判明し、これによりこの2つは海王星型惑星ではなくスーパーアースであるとされた。bとcの半径は地球の約2倍である。dとeは半径がそれぞれ地球の約0.75倍、約0.82倍と、地球よりも小さい惑星である。fは約1.137地球質量のスーパーアースである。最も内側を公転しているdとeは地球よりも鉄の含有量が高い可能性がある。また、これらは密度が非常に高いため、「スーパーマーキュリー」である可能性が高い。また、外側に存在するf、b、cの3つのスーパーアースは多くの水やガスが含まれている可能性が高い。